# Fahriye Evcen

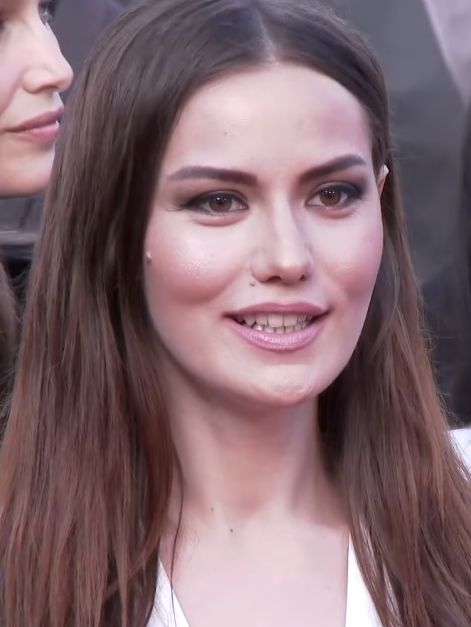
Fahriye Evcen (2017)

Fahriye Evcen (anhörenⓘ; * 4. Juni 1986 in Solingen, Nordrhein-Westfalen) ist eine türkische Schauspielerin.

## Leben
Fahriye Evcen wurde in Solingen geboren. Als sie sechs Jahre alt war, kam es zum Brandanschlag von Solingen. Dies verängstigte die Familie nach eigener Aussage so sehr, dass sie aus Furcht vor Übergriffen durch Neonazis wochenlang die Lichter in der Wohnung nicht einschaltete, um den Eindruck einer verlassenen Wohnung zu erwecken.
Evcen studierte Soziologie an der Düsseldorfer Heinrich-Heine-Universität. Sie wanderte mit ihrer Mutter in die Türkei aus, nachdem sie dort ernstzunehmende Rollenangebote erhielt. Sie spielte von 2006 bis 2010 die drittjüngste Tochter in der erfolgreichen Fernsehserie Yaprak Dökümü auf dem türkischen Privatsender Kanal D und wurde dadurch einem größeren Publikum bekannt. Seitdem wohnt sie in Istanbul. Parallel zu ihrer Schauspielkarriere studiert sie Geschichte an der Boğaziçi Üniversitesi.
Im Film Cennet, der am 11. April 2008 in der Türkei in den Kinos erschien, spielte Fahriye Evcen neben dem Schauspieler Engin Altan Düzyatan das erste Mal eine Hauptrolle im Kino, und machte somit erste Erfahrungen beim Dreh eines Kinofilms.
Am 24. Oktober 2008 hatte der Kinofilm Aşk Tutulması des Regisseurs Murat Şeker Premiere, in der Fahriye Evcen und Tolgahan Sayışman die Hauptrollen spielen. Im Jahr 2010 übernahm sie in dem italienisch-türkischen Film Signora Enrica die junge Rolle der italienischen Schauspielerin Claudia Cardinale.
Im Jahr 2011 sah man sie in der türkischen Serie Yalanci Bahar in der Hauptrolle. Seit 2012 verkörpert sie in der Serie Veda die Hauptrolle der Mehpare.
In dem Liebesdrama Evim Sensin zu dt. Du bist mein Zuhause ist Fahriye Evcen als Leyla an der Seite von Özcan Deniz als Iskender seit November 2012 in den Kinos zu sehen.
2013 spielte sie in der erfolgreichen Serie Çalıkuşu als Feride (Calikusu) neben Burak Özçivit (Kamran) die Hauptrolle.
Am 29. Juni 2017 heiratete sie den türkischen Schauspieler Burak Özçivit.

## Filmografie
- 2005: Asla Unutma
- 2006: Hasret, Songül
- 2006–2010: Yaprak Dökümü, Necla
- 2008: Aşk Tutulması, Pınar
- 2008: Cennet
- 2010: Signoria Enrice (Sinyora Enrica ile İtalyan Olmak)
- 2010: Takiye: Allah’ın Yolunda (dt. In Gottes Namen)
- 2011: Yalanci Bahar (Serie)
- 2012: Veda (dt. Abschied) (Serie)
- 2012: Evim Sensin (dt. Du bist mein Zuhause) (Kinofilm)
- 2013–2014: Çalıkuşu (Serie)
- 2014-: Kurt Seyit Ve Sura (Serie)
- 2015: Aşk Sana Benzer (dt. Die Liebe ähnelt dir) (Kinofilm)
- 2017: Ölene Kadar (Serie)
- 2017: Sonsuz Aşk (Kinofilm)
- 2021: Alparslan Büyük Selçuklu (Serie)

## Diskografie
Singles
- 2012: Sen Yarim İdun (mit Özcan Deniz, Soundtrack zu Evim Sensin)
- 2014: Bahçada Yeşil Çınar (mit Aytekin Ataş, Soundtrack zu Çalıkuşu)
- 2015: Hasretinle Yandı Gönlüm (mit Burak Özçivit, Soundtrack zu Aşk Sana Benzer)